# Miribel-les-Échelles
Miribel-les-Échelles là một xã thuộc tỉnh Isère trong vùng Rhône-Alpes đông nam nước Pháp. Xã này có diện tích 29,34 km2. Theo điều tra dân số năm 1999 của INSEE có dân số là 1708 người.